# Adiaphorus
Adiaphorus là một chi bọ cánh cứng trong họ 
Elateridae.
Chi này được miêu tả khoa học năm 1859 bởi Candèze.

## Các loài
Các loài trong chi này gồm:
- Adiaphorus elevatus Vats & Chauhan, 1992
- Adiaphorus gracilicornis Candèze, 1859
- Adiaphorus levisus Vats & Chauhan, 1992
- Adiaphorus malaisei Fleutiaux, 1942
- Adiaphorus modestus Candèze, 1892